# Pacte sur la migration et l'asile
Ne doit pas être confondu avec Pacte mondial sur les migrations ou Pacte mondial pour les réfugiés.
Pour un article plus général, voir Politique commune en matière d'asile.
 (avril 2023).
La mise en forme du texte ne suit pas les recommandations de Wikipédia : il faut le « wikifier ».
Les points d'amélioration suivants sont les cas les plus fréquents. Le détail des points à revoir est peut-être précisé sur la page de discussion.
- Les titres sont pré-formatés par le logiciel. Ils ne sont ni en capitales, ni en gras.
- Le texte ne doit pas être écrit en capitales (les noms de famille non plus), ni en gras, ni en italique, ni en « petit »…
- Le gras n'est utilisé que pour surligner le titre de l'article dans l'introduction, une seule fois.
- L'italique est rarement utilisé : mots en langue étrangère, titres d'œuvres, noms de bateaux, etc.
- Les citations ne sont pas en italique mais en corps de texte normal. Elles sont entourées par des guillemets français : « et ».
- Les listes à puces sont à éviter, des paragraphes rédigés étant largement préférés. Les tableaux sont à réserver à la présentation de données structurées (résultats, etc.).
- Les appels de note de bas de page (petits chiffres en exposant, introduits par l'outil «  Source ») sont à placer entre la fin de phrase et le point final[comme ça].
- Les liens internes (vers d'autres articles de Wikipédia) sont à choisir avec parcimonie. Créez des liens vers des articles approfondissant le sujet. Les termes génériques sans rapport avec le sujet sont à éviter, ainsi que les répétitions de liens vers un même terme.
- Les liens externes sont à placer uniquement dans une section « Liens externes », à la fin de l'article. Ces liens sont à choisir avec parcimonie suivant les règles définies. Si un lien sert de source à l'article, son insertion dans le texte est à faire par les notes de bas de page.
- La présentation des références doit suivre les conventions bibliographiques. Il est recommandé d'utiliser les modèles {{Ouvrage}}, {{Chapitre}}, {{Article}}, {{Lien web}} et/ou {{Bibliographie}}. Le mode d'édition visuel peut mettre en forme automatiquement les références.
- Insérer une infobox (cadre d'informations à droite) n'est pas obligatoire pour parachever la mise en page.

Pour une aide détaillée, merci de consulter Aide:Wikification.
Si vous pensez que ces points ont été résolus, vous pouvez retirer ce bandeau et améliorer la mise en forme d'un autre article.
 (septembre 2024).
Motif : à metre à jour
Le Pacte sur la migration et l'asile, ou  pacte migratoire européen, présenté par la Commission européenne le 23 septembre 2020 et adopté en avril 2024, est un ensemble de mesures pour réformer la politique européenne d'asile. L'objectif est de lutter contre l'immigration illégale, mieux répartir les demandeurs d'asile entre les États membres selon un système qui remplacerait le règlement Dublin III, et accélérer la reconduction des personnes en situation irrégulière. Ses négociations, très politisées, ont remis en lumière les divisions qui existaient entre les États membres. Elles ont convergé vers un texte qui prévoit notamment la mise en place d'une  procédure de filtrage des personnes exilées aux frontières de l’Union européenne et d’un système de solidarité peu contraignant entre les États membres. La philosophie du règlement de Dublin continue de prévaloir : les pays d’entrée dans l'UE restent responsables de la plupart des demandes d'asile.

## Contexte
La neuvième législature du Parlement européen couvre la période 2019-2024.
Le règlement Dublin III, adopté en 2013, est un dispositif qui exige que les demandes d’asile soient instruites dans le premier pays de l’UE traversé par les exilés ; dans la plupart des cas, c'est l'talie, la Grèce ou Malte. Le texte présenté en 2020 est censé répondre à la déficience du système d'asile en cas d'afflux massif, dénoncée en 2015,.

## Intentions
Le pacte inclut cinq propositions législatives et quatre recommandations pour, selon la Commission, mettre en place « un système permettant à la fois de maîtriser et de normaliser la migration à long terme, tout en étant pleinement ancré dans les valeurs européennes et le droit international ». Une procédure de « filtrage » à la frontière doit permettre de décider dans les cinq jours si la personne exilée peut rester en Europe. Les transferts de demandeurs d’asile entre États membres, auparavant obligatoires, se font désormais sur la base du volontariat, avec des compensations possibles sous forme de contribution financière en cas de refus. Le texte cherche aussi à renforcer les partenariats migratoires avec les pays tiers, et encourager une  politique de migration de travail plus volontaire. 
Camille Le Coz, directrice associée au centre de recherche Migration Policy Institute Europe (en), estime que « si le pacte vise à essayer de mieux contrôler les frontières, la philosophie d’ensemble reste la même que Dublin III, avec des pays d’entrée qui restent responsables de la plupart des accueils ».

### État en 2023
Quatre premiers dossiers ont été votés :
- Filtrage des ressortissants de pays tiers :
- Gestion de l'asile et des migrations
- Règlement sur les situations de crise : principe de transferts obligatoires de demandeurs d'asile en cas d'urgence.
- Directive sur les résidents de longue durée

## Historique

### Négociations: 2021-2024
Le 29 septembre 2021 la Commission européenne un remis un premier rapport sur l'immigration et l'asile,. 
Le 19 janvier 2022 a été inaugurée la nouvelle Agence de l'Union européenne pour l'asile.
La Commission des libertés civiles, de la justice et des affaires intérieures a ouvert le 28 mars 2023 les négociations entre le Parlement européen et les ministres de l'Union européenne. Le 20 avril 2023 les discussions ont été ouvertes avec les États membres de l'Union européenne à la suite d'un vote du Parlement.
En juin 2023, les pays membres valident le principe d’une « solidarité obligatoire » de tous les pays dans la gestion des demandeurs d’asile, malgré l'opposition de la Pologne et de la Hongrie, et l'abstention de la Bulgarie, de Malte, de la Lituanie et la Slovaquie. À l'automne 2023, l'Allemagne valide un texte prévoyant un régime dérogatoire moins protecteur pour les migrants en cas d’afflux massif dans un pays, marquant un revirement de la position du CDU sur l'accueil des migrants et ouvrant la voie à un accord global entre les Vingt-Sept.
Lors d'une interview accordée à L'Humanité, Emmanuel Macron explique que la loi française asile et immigration, associée au Pacte sur la migration et l'asile, « démantèle [les] réseaux [de passeurs et d'immigration clandestine] qui profitent de la faiblesse de notre droit ».
Les négociations sur le nouveau Pacte devraient être finalisées en février 2024. Il est adopté en avril 2024.

#### Propositions
En cours d'examen :
- Nouveau système de gestion de l'asile et de la migration
- Nouvelles règles régissant les situations de crise migratoire et les cas de force majeure
- Mise à jour de la base de données européenne des empreintes digitales
- Nouvelle Agence de l'Union européenne pour l'asile
- Nouveau règlement sur le filtrage
- Procédure d'asile commune
- Règles uniformes pour les demandes d'asile
- Nouvelles conditions d'accueil
- Nouveau cadre de l'UE pour la réinstallation

### 10 avril 2024

#### Textes votés
Le 10 avril 2024, les 10 textes du pacte sont votés,:
| règlement sur la gestion de l’asile et de la migration | Tomas Tobé                  | PPE, SE       | 322 voix pour | 266 contre | 31 abstentions |
| règlement visant à faire face aux situations de crise et aux cas de force majeure                                                                                   | Juan Fernando López Aguilar | S&D, ES       | 301 voix pour | 272 contre | 46 abstentions |
| Filtrage des ressortissants de pays tiers aux frontières de l’UE | Birgit Sippel               | S&D, DE       | 366 voix pour | 229 contre | 26 abstentions |
| nouvelles règles pour le système centralisé d’information relatives aux condamnations (ECRIS-TCN)                                                                   |                             |               | 414 voix pour | 182 contre | 29 abstentions |
| procédures d’asile plus rapides | Fabienne Keller             | Renew, France | 301 voix pour | 269 contre | 51 abstentions |
| procédure de retour à la frontière |                             |               | 329 voix pour | 253 contre | 40 abstentions |
| Règlement Eurodac | Jorge Buxadé Villalba       | ECR, ES       | 404 voix pour | 202 contre | 16 abstentions |
| nouvelles normes uniformes pour tous les États membres en ce qui concerne la reconnaissance du statut de réfugié ou du statut conféré par la protection subsidiaire | Matjaž Nemec                | S&D, SI       | 340 voix pour | 249 contre | 34 abstentions |
| normes équivalentes en matière d’accueil pour les demandeurs d’asile (notamment logement, éducation et soins de santé)                                              | Sophia In’t Veld            | Renew, NL     | 398 voix pour | 162 contre | 60 abstentions |
| voie sûre et légale vers l’Europe | Malin Björk                 | La Gauche, SE | 452 voix pour | 154 contre | 14 abstentions |

#### Vote
Le vote a lieu le mercredi 10 avril 2024. Il est accueilli par un silence total des parlementaires, alors que la conclusion d’un travail législatif long est généralement clôturé par des applaudissements. Selon les commentateurs, la gauche du spectre politique voit le texte comme un mauvais compromis, faisant reculer les droits humains alors que la droite le juge insuffisamment restrictif.

## Contenu
Pour des contrôles aux frontières renforcés, un texte du pacte concerne Eurodac qui concerne les enfants dès l'âge de 6 ans.
Pour les personnes plus a risque d'être renvoyés, des délais plus court et un plus grand nombre de centres de détentions sont prévus. Ces centres pourraient être « à la frontière ».
Le fonctionnement du Règlement Dublin III doit changer avec le nouveau pacte : un autre pays est possible : « relocalisations » ou aide financière.
Juan Fernando Lopez Aguilar est rapporteur d'un texte pour faire face à des évènements de type Crise migratoire en Europe (sic). Ce texte prévoit également le cas où l'UE est victime d'une « instrumentalisation » par un pays tiers.
L'un des textes prévoit également la possibilité de renvoi vers un pays tiers sûr.

## Critiques
Le GISTI explique en quoi ce pacte fait « prévaloir la protection de ses frontières sur la protection des exilé⋅es, au mépris de leurs droits fondamentaux ».

## Mise en œuvre
Les États européen doivent transmettre leurs plans avant le 12 décembre 2024.

## Documents
- GISTI, « Tout savoir sur le « Nouveau Pacte sur la migration et l’asile » de l'Union européenne », sur gisti.org, 2023 (consulté le 30 septembre 2023)